# 星際大戰：絕地武士系列
星球大戰：絕地武士是第一人稱射擊和第三人稱射擊电子游戏系列，背景設定在虛構的星球大戰擴展宇宙中。該系列主要關注凱爾·卡塔恩 (Kyle Katarn)，他是一名前帝國軍官，後來成為在反抗軍同盟工作的僱傭兵，後來成為路克·天行者的絕地學院的絕地和講師。雖然此系列第一個遊戲設定在《曙光乍現》事件一年後，但續集發生在《絕地大反攻》之後的十年。
絕地武士系列遊戲始於1995年，發行了適用於DOS、麥金塔和PlayStation的《星球大戰：黑暗力量》。緊隨其後的是1997年微軟Windows平台的《星球大戰絕地武士：黑暗力量II》，Katarn在其中學習了絕地武士的方式。1998年，《星球大战 绝地武士：西斯之谜》作為遊戲黑暗力量II的資料片而發布，這一次讓玩家可以控制Mara Jade和Katarn。2002年，《星球大战 绝地武士II：绝地放逐者》推出。絕地流亡者由Raven Software開發並使用id Tech 3遊戲引擎。它針對Windows、Mac、Xbox和GameCube發布。《星球大戰 絕地武士III：絕地學院》隨後於2003年登陸Windows、Mac和Xbox。它由與其前身相同的遊戲引擎提供動力。絕地學院是該系列中第一款玩家在任何時候都無法控制卡塔恩的遊戲，儘管他在故事情節中佔有重要地位。
絕地武士系列的遊戲獲得了普遍好評。多個出版媒體對該系列的整體質量發表了評論。該系列中光劍的使用是除第一款遊戲外的其他所有遊戲中的一個突出遊戲元素，因其實施而獲得了特別的讚譽。